# 奥莉加湾
奧莉加灣（羅馬化：Zaliv Olgi），又称石门湾，是俄羅斯濱海邊疆區海灣，位於日本海，長11公里、寬約4公里。該海灣在1859年被俄羅斯護衛艦發現，今日北岸設有港口設施。

## 名称
临近奧莉加灣的奧莉加，於渤海國統治時期時稱作安州和安邊府（韓語：안주/안변부）。1860年沙俄将此地更名，以紀念古羅斯女政治家奧莉加。再向内的海湾被命名为「安静湾」（俄語：Тихая Пристань）。流入湾内的河流亦得名「奥莉加河」。此灣的汉语名則是石门湾。

## 历史
1856年，查理斯·福赛斯船长率领的英国军舰大黄蜂号（HMS Hornet）发现这里，以当时在船的将军迈克尔·西摩爵士的名字命名为迈克尔·西摩湾（英語：Port Michael Seymour）。1857年7月26日晚，N·М·奇哈乔夫（Nikolay Matveevich Chikhachyov）指挥的俄罗斯护卫舰美国号上发现了有一个内海湾和两条河流的海湾。
继续沿着这条航路向南行驶，船离海岸很近，但无法准确地描述特征，不断有浓密的云层阻挡视线。日落前两小时，天气晴朗。幸运的是，当时船应该经过小岛，后面隐藏着一个明显的低处。新海湾在地图上没有标记，被称为圣奥莉加湾……
-- 摘自1857年Е·В·普季亚京写给军事总督、海军少将П·В·卡扎克维奇的一封信

第二天早上，阿夫瓦库姆神父做了一个十字架，在上面写下了奥莉加湾发现者的日期和名字，安装附近在此后被命名为克雷斯托瓦伊的山上。1858年，岸边设立了军事哨所，贝加尔号运输船司令Н·К·捷尔佩尔中尉成为第一任负责人。1858年至1859年的冬季，贝加尔号运输船和沃埃沃达号护卫舰的船员来到这里过冬，并测量和调查情况。1859年夏天， К·Ф·布多戈斯基上校的探险队中的一支分遣队来到了海湾沿岸，把海湾绘入了地图。1860年7月11日至19日，海军航海军团В·М·巴尔金中校乘坐东方号帆船做海湾测量和详细地形勘测，调查了季哈亚·普里斯坦港口、马涅夫斯基角、尼兹缅内角、奇哈乔夫岛和斯科特角之间的奇哈乔夫滩。9月5日，海湾入口处开放了彼得罗夫滩。
1864年，在海湾沿岸重新安置了237名来自黑龙江下游的农民。1879年，有计划将远东的主要军港从海參崴（符拉迪沃斯托克）转移到奥莉加湾。
1921年，一支海军游击队以这里作基地。苏德战争期间和战后最初几年，苏联太平洋舰队海军航空兵的一支装备有МБР-2水上飞机的部队驻扎在奥莉加湾海岸，奥莉加湾水域被用作水港。直到现在海岸上还保留着两个机库（其中一个已部分被毁）和供水上飞机降落的钢筋混凝土坡道。海湾的入口处有一座石碉堡。

## 地理

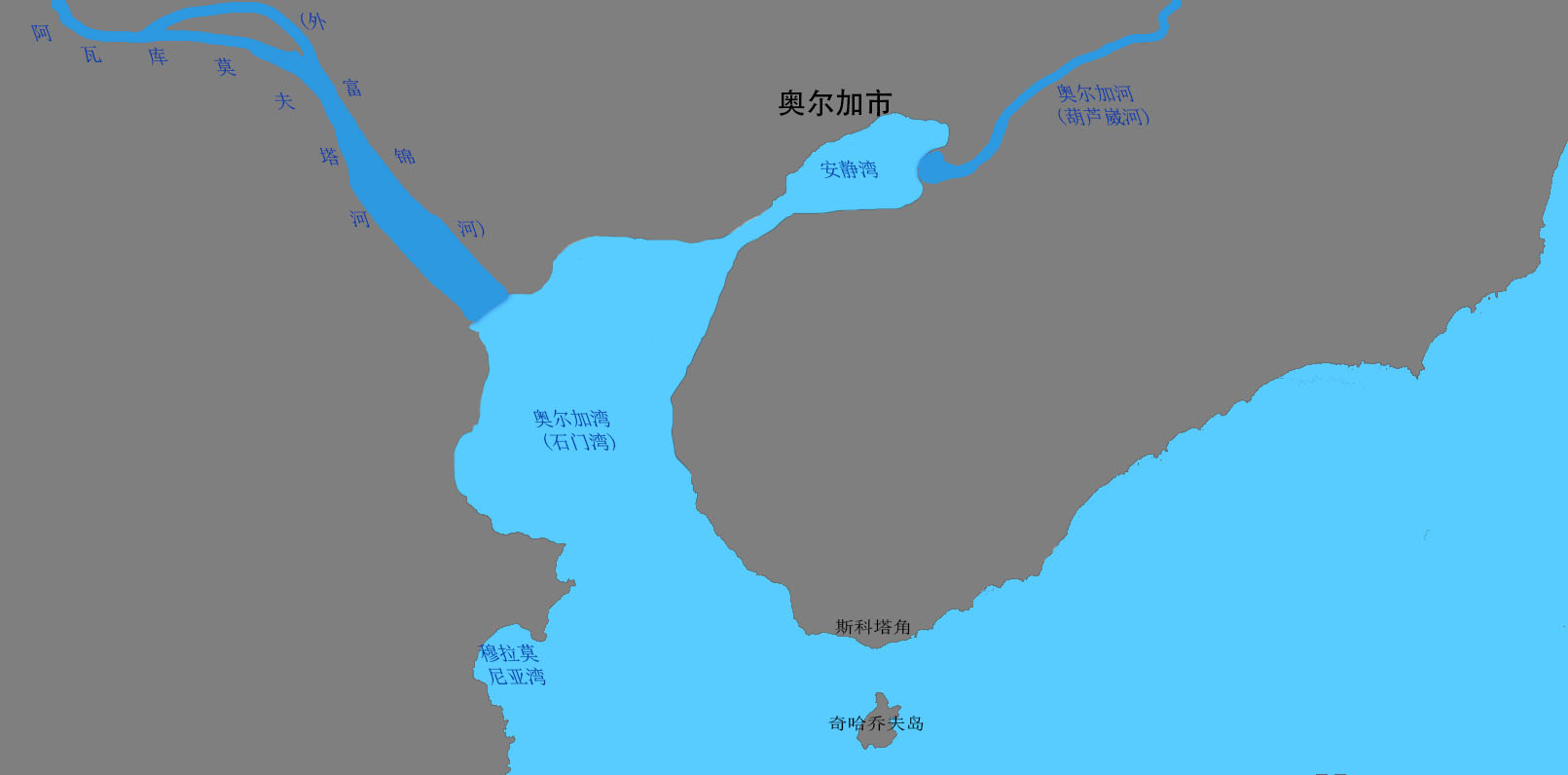
奥莉加湾附近地理事物示意

奥莉加湾海岸地势较高，覆盖着混交林，是锡霍特山脉的东坡。斯科特角和林坚角分开奥莉加湾与日本海。奥莉加河和阿瓦库莫夫卡河流入奥莉加湾。冬季，海湾主体部分不结冰，内里的安静湾结冰。
尽管一月平均气温低至约-8.0℃，但由于滨海边疆区洋流的影响使冬季奥莉加湾的水温为+2℃到+3℃，这也使得此湾成为滨海边疆区冬季最温暖的地方，锡霍特山脉免受极其寒冷的西伯利亚反气旋的影响。沿海从鄂霍次克海通过鞑靼海峡输送的洋流使八月水温约+16.0℃，海湾和近岸处水温可达20.0℃。
海岸上有一个定居点奥莉加，是奥莉加区的中心和奥莉加海港所在。奇哈乔夫岛上有灯塔。在海湾顶部的海岸上，有两个明显的引导标志指示入口。小船被禁止从奥莉加湾到日本海（边防部门禁止越过斯科塔角-林捷纳角线）。由于海湾冬季不会结冰，并且是滨海边疆区最温暖、最受庇护的地方之一，因此亚热带软体动物也会进入其水域。2012年，这里发现5种亚热带物种 mytilus coruscus、musculista senhousia、macoma contabulata、cryptomia busoensis 和 laternula marilina。

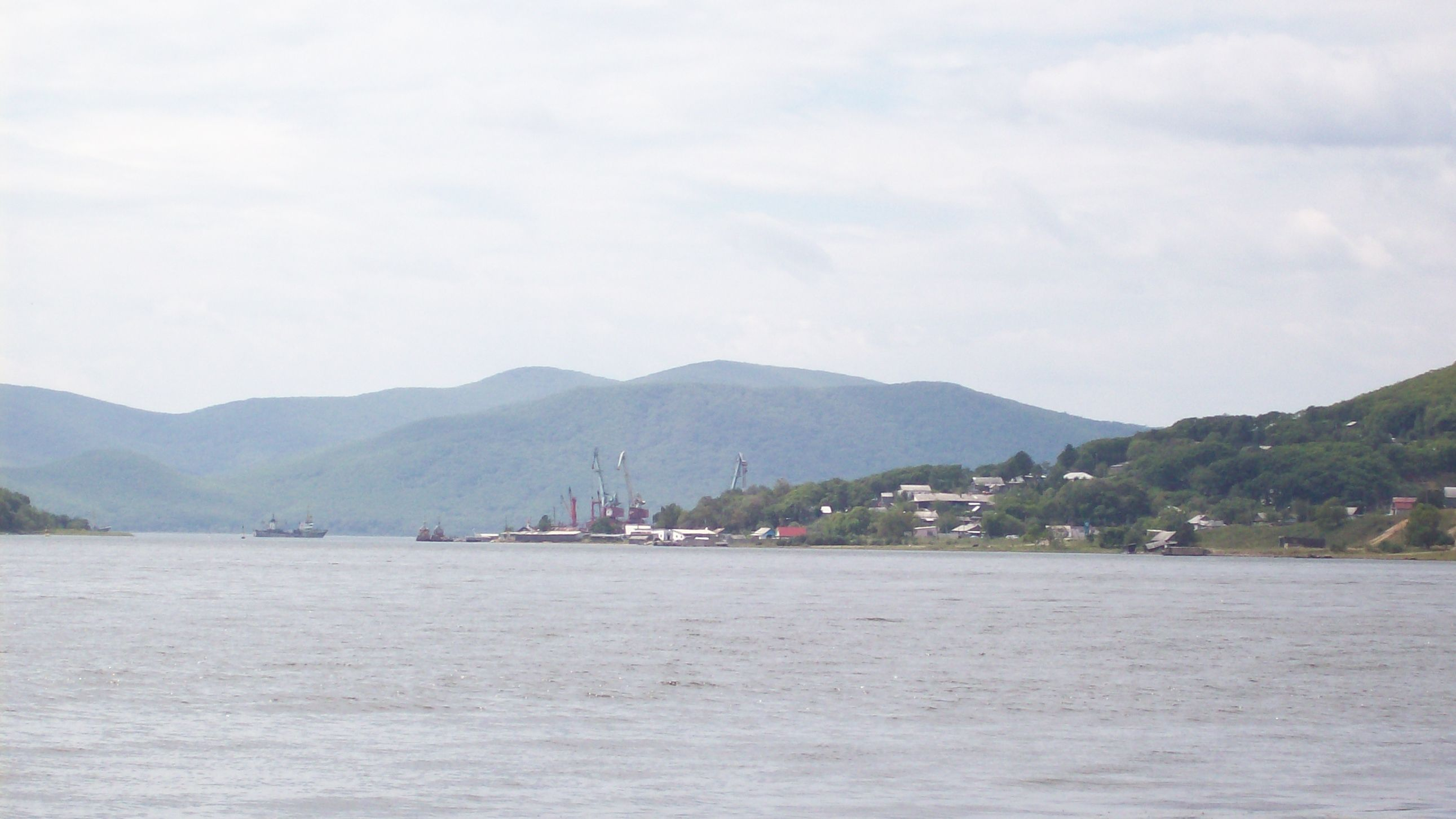
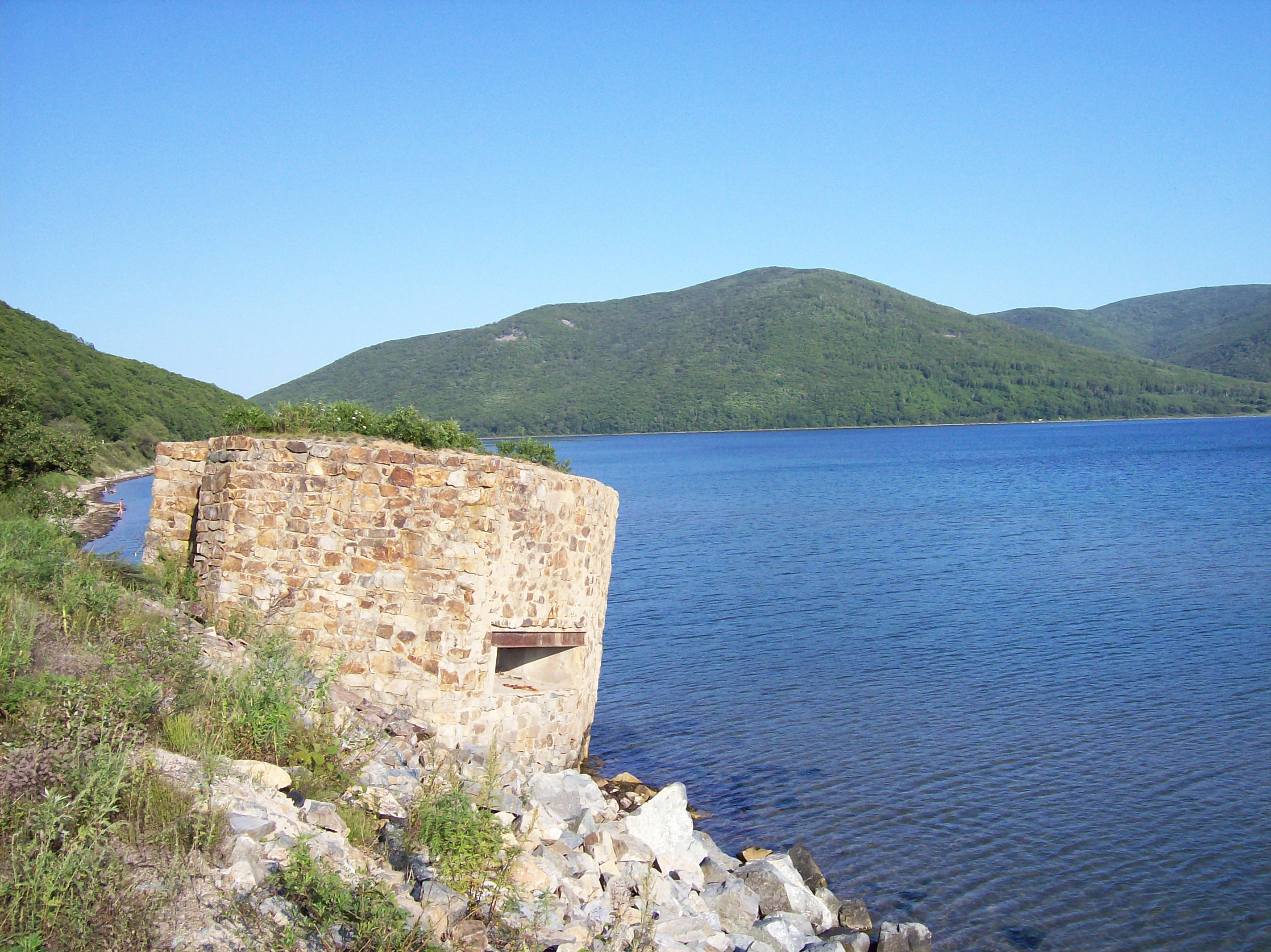
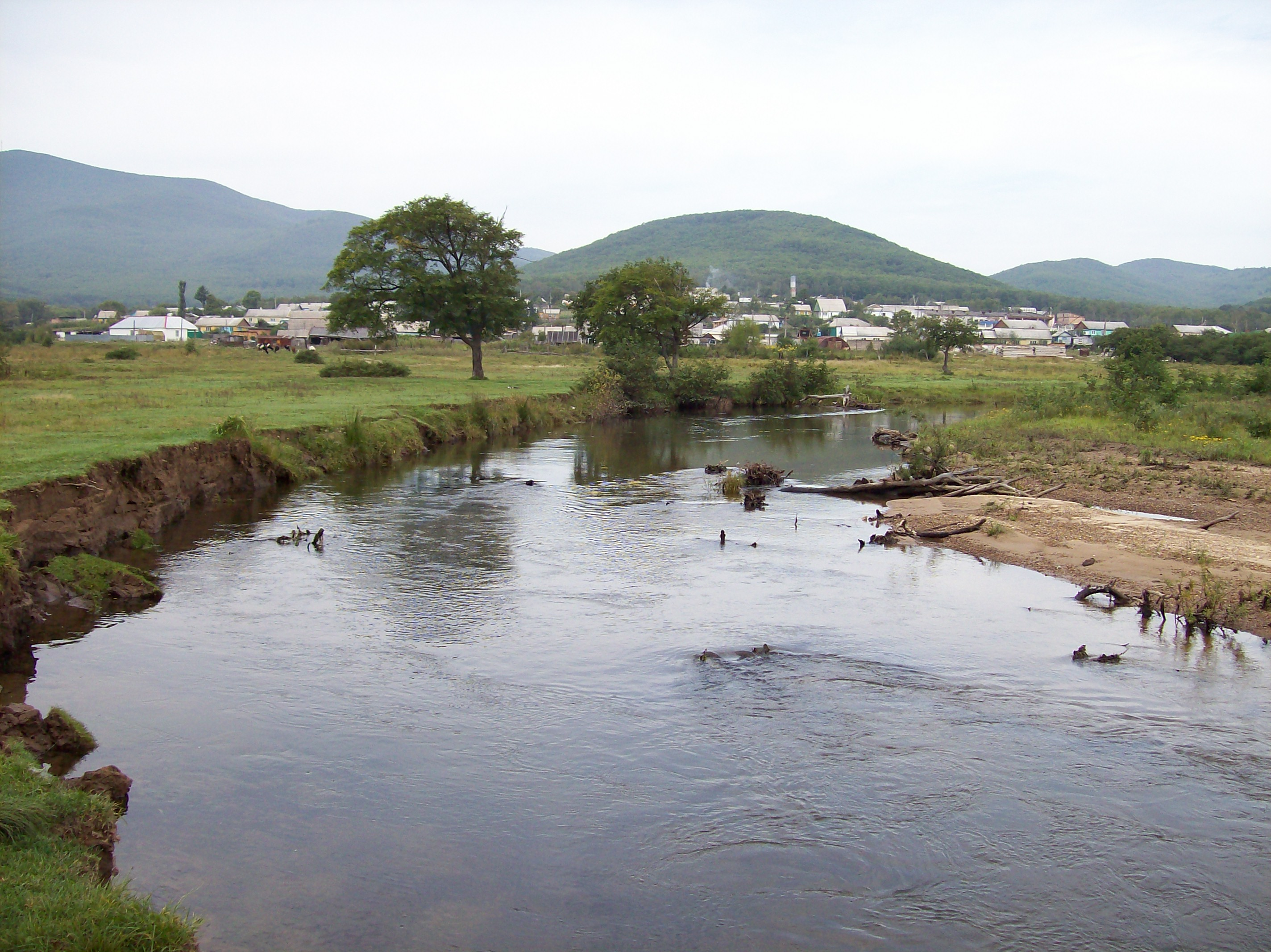

## 引用
1. ↑   (PDF). rgavmf.ru.   [2019-05-03]. （原始内容存档 (PDF)于2016-03-05） （俄语）.
2. ↑  . ПГПБ им. А. М. Горького. （原始内容存档于2017-11-11） （俄语）.
3. ↑  Степанов А. И. . wild-east.ru. 1976  [2019-05-03]. （原始内容存档于2016-09-30） （俄语）.
4. 1 2  Степанов А. И. . wild-east.ru. 1976  [2019-05-03]. （原始内容存档于2016-09-30） （俄语）.
5. ↑  Зайцев Ю. М. . Военно-исторический журнал. 2010, (7).
6. ↑  . cyberleninka.ru.   [2019-05-03]. （原始内容存档于2018-06-12） （俄语）.